# Kudelicze
Kudelicze – wieś w Polsce położona w województwie podlaskim, w powiecie siemiatyckim, w gminie Mielnik. Samodzielną wsią miejscowość została 1 stycznia 2013. Wcześniej stanowiła część wsi Maćkowicze
W latach 1975–1998 miejscowość administracyjnie należała do województwa białostockiego.
Wierni kościoła rzymskokatolickiego należą do parafii św. Apostołów Piotra i Pawła w Siemiatyczach Stacji.